# 費格森灣
費格森灣（英語：Ferguson Bay），是南極洲的海灣，位於南桑威奇群島，處於南圖勒群島的圖勒島，阿根廷空軍曾經在該海灣設立基地，由英國海外領土管轄。